# Wildau
Wildau  est une ville du Brandebourg (Allemagne), située dans l'arrondissement de Dahme-Forêt-de-Spree.

## Géographie
Wildau se trouve sur la rive gauche de la Dahme, sur la pente du Plateau de Teltow, à la périphérie Sud-Est de Berlin (quartier de Berlin-Schmöckwitz), à 27 km de la Porte de Brandebourg, et est limitrophe au nord de la municipalité de Königs Wusterhausen.

## Histoire
Jusqu'en 1922, Wildau s'appelait Hoherlehme, mais le premier document connu référençant le lieu date de 1375, et le nomme Alta Lomen.
Les premières traces de colonisation du site remontent à l'Âge de la pierre, puis à l'Âge du bronze. Des populations Slaves s'y installent au VIe siècle, puis il est abandonné jusqu'à peu avant 1900, date de l'inauguration de l'usine Schwartzkopff, et la création d'une cité ouvrière. L'usine prend de l'ampleur avec l'implantation d'ateliers de l'entreprise Maffei. En 1936, AEG s'y installe aussi.
En 1949 est créé à Zeuthen un cimetière militaire soviétique comportant 449 tombes, dont celles de prisonniers de guerre Français et de membres du S.T.O. qui travaillaient à Wildau.
Le complexe industriel disparaît à partir de 1990, et est créé à sa place, à partir du 22 octobre 1991, l'Université technologique de Wildau (Technische Hochschule Wildau (de)).